# Jean Nicolas Beauregard
Pour les articles homonymes, voir Beauregard.
Jean Nicolas Beauregard (1733-1804) est un prédicateur jésuite français.

## Biographie
Jean Nicolas Beauregard voit le jour à Metz, dans les Trois-Évêchés, le 4 décembre 1733. Il fait des études secondaires à Metz, puis enseigne la grammaire et la rhétorique en divers collèges jésuites, à Pont-à-Mousson, Nancy, Verdun et Strasbourg. Là, il poursuit ses études en théologie à partir de 1759. Il est ordonné prêtre le 21 septembre 1762. En 1764, il passe sa troisième année de probation religieuse à Nancy. Préfet des études au collège de Nancy en 1766, il révèle ses talents d'orateur. Toute sa vie est dès lors tournée vers la prédication.
Jean Nicolas Beauregard enseigne à Pont-à-Mousson, lorsque les jésuites sont expulsés de France, en 1768. La suppression de la Compagnie de Jésus, en 1773, le rend, en un sens, plus libre : il devient prédicateur à Notre-Dame de Paris. En des sermons impétueux, il fustige alors l'ère des Philosophes et leur culte de la Raison. Les accents prophétiques de ses sermons, qui prédisent les excès futures de la Révolution, attirent les foules, mais le rendent suspect, lorsque la tourmente révolutionnaire éclate.
Accusé de sédition, le père Beauregard doit quitter la France en 1793, pour l'Angleterre. Il séjourne à Londres, puis à Liège, Maestricht et Cologne. Il devient finalement chapelain de la princesse Sophie de Hohenlohe à Bartenstein. Sa position lui permet de venir en aide à certains membres du clergé français, alors en exil. Pour eux, il organise un séminaire français en Allemagne. En 1798, il suit la princesse au château de Gröningen. En 1802, il demande, et obtient, d'être affilié à la Compagnie de Jésus de la province de la Russie-Blanche, qui vient d'être discrètement approuvée par Pie VII. 
Beauregard meurt le 29 juillet 1804 au château de la princesse de Hohenlohe à Gröningen, en Bade-Wurtemberg.

## Œuvres
Les sermons de Beauregard ont été publiés après sa mort. Une étude en a été faite en 1825.